# Гай Папирий Карбон
Гай Папи́рий Карбо́н (лат. Gaius Papirius Carbo; родился, по одной из версий, в 162 году до н. э., Рим, Римская республика — умер в 119 году до н. э., Рим, Римская республика) — древнеримский политический деятель и выдающийся оратор из плебейского рода Папириев Карбонов, консул 120 года до н. э. Был союзником братьев Гракхов, но позже перешёл на сторону их врагов. После консулата был привлечён к суду и покончил с собой.

## Происхождение
Гай Папирий принадлежал к плебейскому роду Папириев. Первый, известный истории, носитель когномена Карбон (Carbo), тоже Гай, достиг претуры в 168 году до н. э. Он мог быть отцом Гая-консула или его дедом; впрочем, исследователи отмечают, что промежуток между претурой одного Карбона и консулатом другого (48 лет) слишком велик для первого варианта и слишком мал для второго. В любом случае, отец Карбона-консула носил тот же преномен.
Гай Папирий был старшим из трёх братьев. Младшими были Гней, консул 113 года до н. э., и Марк.

## Биография
Источники называют Гая Папирия почти ровесником Тиберия Семпрония Гракха, который родился в 163 или 162 году до н. э. Поэтому Фридрих Мюнцер относит рождение Карбона приблизительно к 162 году. У Гая Папирия рано проявились ораторские способности, которые он развил регулярными занятиями. Именно в то время число судебных разбирательств в Риме резко выросло из-за создания ряда специальных комиссий и введения тайного голосования в народном собрании; в этой ситуации Карбон стал лучшим адвокатом своего времени и, по словам Цицерона, даже «царил на форуме».
Политическая деятельность Гая Папирия началась в конце 130-х годов до н. э. Он оказался среди сторонников Тиберия Семпрония Гракха, который в 133 году до н. э. начал осуществление аграрной реформы. Гракх вскоре погиб, но комиссия, занимавшаяся раздачей государственной земли беднейшим гражданам, продолжила свою работу, и борьба между «партией реформ» и консерваторами тоже продолжалась. В конце 132 года до н. э. Карбон стал народным трибуном и в этом качестве вёл себя, по словам Валерия Максима, как «мятежный мститель». Именно в это время в Рим вернулся после Нумантинской войны Публий Корнелий Сципион Эмилиан, один из самых влиятельных и популярных римских политиков, который, по слухам, ещё будучи в Испании, одобрительно отозвался об убийстве Гракха. Гай Папирий в народном собрании потребовал от Сципиона ответа на вопрос: как он относится к убийству Тиберия? Тот ответил, что «если Гракх имел намерение захватить государство, то он убит по праву». Целью вопроса, по мнению историков, было «вбить клин между народом и его любимым героем», то есть Публием Корнелием, и эта цель была отчасти достигнута. Тем не менее, когда Карбон при поддержке Гая Семпрония Гракха выдвинул законопроект, разрешавший переизбрание народных трибунов, Сципион Эмилан выступил против этой инициативы, и его мнение перевесило.
В 130 году до н. э. Гай Папирий стал членом аграрной комиссии. В 129 году до н. э. Сципион Эмилиан внезапно умер, и по Риму пошли слухи, будто его убили. Обвиняли в случившемся, наряду с Марком Фульвием Флакком, Гаем Семпронием Гракхом, женой и тёщей умершего, и Карбона, но официальное расследование так и не было проведено. В следующие девять лет Гай Папирий не упоминается в источниках. Не позже, чем в 123 году, исходя из даты его консулата и требований закона Виллия, он должен был занимать должность претора; это был год первого трибуната Гая Семпрония Гракха, но вполне возможно что Карбон был претором раньше.
В какой-то момент Гай Папирий поменял свою политическую позицию, перейдя из «партии реформ» на сторону сената. В историографии есть мнение, что это произошло в начале 121 года до н. э., накануне решающей схватки между Гаем Гракхом и Луцием Опимием. Фридрих Мюнцер обратил внимание на то, что и после гибели Гракха Карбон был в числе триумвиров, занимавшихся организацией колонии на месте Карфагена (эта колония была любимым детищем Гая Семпрония); с другой стороны, состоявшееся в 121 году избрание Гая Папирия консулом, по мнению Мюнцера, было бы невозможно, если бы он прежде не предал Гракха.
Как бы то ни было, в 120 году до н. э. Гай Папирий первым из Карбонов стал консулом. Его коллегой был некто Публий Манилий, человек безвестный и, по выражению Мюнцера, «полный ноль». В свой консульский год Гаю пришлось защищать в суде Луция Опимия, обвинённого народным трибуном Публием Децием в казни без суда римских граждан; Карбон постарался доказать, что убийство Гая Гракха и Марка Фульвия Флакка было «совершено законно и на благо родине», и Опимий был оправдан.
Эта речь Гая Папирия стала одной из самых лучших за всю его ораторскую карьеру. Но сам тот факт, что он доказывал правомерность жестокой расправы над людьми, которые ещё недавно были его друзьями и политическими союзниками, восстановил против него весь Рим. По словам Цицерона, Карбон «потерял народное доверие из-за своего вечного непостоянства». Уже в следующем году Карбона привлёк к суду 21-летний Луций Лициний Красс, для которого это был ораторский дебют. Суть обвинения неизвестна, но Красс в своей речи припомнил Гаю Папирию и его попытку узаконить переизбрание народных трибунов, и слухи о причастности к гибели Сципиона Эмилиана. К этому добавилось обличение Карбона как ренегата. Гай Папирий был осуждён и предпочёл изгнанию смерть: он отравился с помощью кантарид (шпанских мушек).

## Интеллектуальные занятия
Цицерон в трактате «Брут, или О знаменитых ораторах» говорит о выдающихся ораторских дарованиях Гая Папирия, добавляя, что тот смог бы стать великим политиком, если бы проявил «столько же рассудительности в политике, сколько дарования в красноречии». Он описывает Карбона как оратора «со звучным голосом, гибким языком и язвительным слогом», который «соединял силу с необычайной приятностью и остроумием». Гай Папирий был «на редкость трудолюбив и прилежен и имел обыкновение уделять много внимания упражнениям и разборам». Образцами для него были, по-видимому, выдающиеся мастера красноречия Сервий Сульпиций Гальба и Марк Эмилий Лепид Порцина. Благодаря всему этому Карбон стал лучшим адвокатом своего времени.
От многочисленных судебных речей Гая Папирия не сохранилось ничего, включая названия. Из речей, имевших политическое значение, у Цицерона упоминается только одна, в защиту Луция Опимия; при этом неясно, был ли Цицерон знаком с текстом этой речи или составил представление о ней только по чьему-то краткому изложению.

## Потомки
У Гая Папирия был сын, Гай Папирий Карбон Арвина. Этот нобиль стал непримиримым врагом Луция Лициния Красса и всю жизнь следил за ним, чтобы найти повод для привлечения к суду и отомстить за отца.